# Vauxrezis
Vauxrezis är en kommun i departementet Aisne i regionen Hauts-de-France i norra Frankrike. Kommunen ligger  i kantonen Soissons-Nord som ligger i arrondissementet Soissons. År 2022 hade Vauxrezis 325 invånare.

## Befolkningsutveckling
Antalet invånare i kommunen Vauxrezis
Referens: INSEE